# Hermanus Frederik Roll
Hermanus Frederik Roll (* 27. Mai 1867 in Gouda; † 20. September 1935 in Batavia) war ein niederländischer Arzt. Er gilt als der Gründer des indonesischen Gesundheitswesens.

## Biographie
Roll studierte in Amsterdam Medizin, wo er im Mai 1893 abschloss. Anschließend trat er seinen Dienst im KNIL als Militärarzt an und nahm im September des gleichen Jahres an Bord der Prins Hendrik der Nederlanden an der Lombok-Expedition teil.
1895 wurde er Unterdirektor des Geneeskundig Laboratorium te Weltevreden, das durch den späteren Nobelpreisträger Christiaan Eijkman geleitet wurde und dessen Posten er ein Jahr später übernahm.
Während der niederländischen Kolonialzeit herrschte ein Mangel an Ärzten und Krankenpfleger in Niederländisch-Indien. Durch diesen Umstand fingen die Kolonialherren ab 1851 an, Einheimische zu medizinischen Gehilfen auszubilden. Die Ausbilder waren meist erfahrene Militärärzte, die ihre Kenntnisse gut vermitteln konnten. Die bekanntesten unter ihnen waren Gerrit Grijns und der spätere Nobelpreisträger Christiaan Eijkman, die in der unmittelbaren Umgebung am Vitamins B1 forschten. Mit Roll begann dann auch die eigentliche Geschichte der STOVIA (School Tot Opleiding Van Indische Artsen), die schon schnell zu einer renommierten Bildungsanstalt wurde und für Einheimische eine hohe medizinische Ausbildung bot.
Unter Roll entwickelte sich die Schule zu einer selbstbewussten Anstalt, die sich nicht auf das Ausbilden von medizinischen Hilfspersonal beschränken wollte. Roll störte sich am arroganten Verhalten der Kolonialherren gegenüber den Inländern und ermutigte seine Schüler zum selbstbewussten Auftreten. Zu diesem Zweck schrieb Roll „Het Leerboek der Gerechtelijke Geneeskunde“, das 1908 in der Landsdrukkerij von Batavia erschien. Roll, dem eine qualifizierte Ausbildung seiner Schüler wichtig war, erreichte schließlich, dass diese ab 1907 an niederländischen Universitäten studieren durften.